# Mont Carse
Pour les articles homonymes, voir Carse.
Le mont Carse est une montagne de Géorgie du Sud. Son sommet qui culmine à 2 331 mètres d'altitude est le plus élevé de la chaîne Salvesen située dans la partie la plus orientale de l’île. Il a été nommé en l’honneur de V. Duncan Carse, chef d’expédition de la South Georgia Survey (SGS)  (1951-1957).
La première ascension a été réalisée le 21 janvier 1990 par les Britanniques Brian Davison et Stephen Venables.